# 徳島工芸村
徳島工芸村株式会社（とくしまこうげいむら）は、徳島県徳島市山城町に本社を置く、不動産の賃貸借及び管理に関する業務を行っている企業。
かつては徳島県の伝統的工芸品や特産品の販売・伝統工芸の体験などが行われていたが、2006年3月31日にこれらの営業を終了しており、現在はコールセンターやローカルラジオ局、物産センターなどが入居する賃貸施設となっている。
徳島県立産業観光交流センター（アスティとくしま）、徳島県立男女共同参画交流センター（フレアとくしま）と隣接している。

## 徳島工芸村概要
- 入居者：偕楽園観光株式会社、株式会社テレコメディア、株式会社徳島県物産センター、和想庵こんどう、株式会社エフエムびざん

## 交通
- JR徳島駅から車で約10分。
- 徳島市営バス（山城町行き）徳島文理大学前停留所から約50m。